# Ravergiers Zornnatter
Ravergiers Zornnatter (Hemorrhois ravergieri, Syn.: Coluber ravergieri), auch Ravergieris Zornnatter oder Bunte Zornnatter, zählt innerhalb der Familie der Nattern (Colubridae) zur Gattung Hemorrhois. Die Art wurde erstmals im Jahre 1832 von Édouard Ménétries wissenschaftlich beschrieben. Es sind keine Unterarten bekannt.

## Merkmale
Ravergiers Zornnatter erreicht im Regelfall eine Körperlänge von insgesamt knapp über 100 cm, in Vorderasien wurden auch Tiere mit circa 150 cm Länge gefunden. Allgemein wirkt die Art kräftig und etwas gedrungen. Der Kopf ist von mittlerer Größe und setzt sich nicht sehr, aber dennoch deutlich vom Rest des Körpers ab. Die Grundfarbe des Körpers liegt bei einem grau bis graubraun oder gräulichen oliv. Über den Rücken ziehen sich dunklere, zum Teil hell gesäumte Flecken, welche nach hinten zu zunächst in ein welliges Band und auf dem Schwanz dann in eine gerade Linie übergehen. An den Flanken zeichnet sich ebenfalls eine Reihe dunklerer Flecken ab, die am Schwanz in eine Linie zusammenfließen. Unter den Augen sind je ein rundlicher Fleck, auf dem Hinterkopf zwei v-artig geformte Bänder und vom Mundwinkel zum Auge sind je ein Band zu erkennen. Die Bauchseite ist grauweiß gefärbt und zeigt eine dunklere Sprenkelung, außerdem zeichnen sich Flecken ab, die zum Analschild hin auch in einem Band zusammenschmelzen. Schaut man sich die Beschuppung von Ravergiers Zornnatter genauer an, so weist sie 21 Rückenschuppenreihen, große Überaugenschilde (Supraocularia), ein Zügelschild (Loreale), zwei Voraugenschilde (Praeocularia), zwei Hinteraugenschilde (Postocularia) sowie am vorderen Rand des Auges ein Unteraugenschild (Suboculare) auf.

## Schlangengift
Ravergiers Zornnatter wird weder den Trugnattern noch den Giftnattern zugeordnet. Allerdings verfügt sie über Duvernoysche Drüsen, die ein toxisches Sekret produzieren. Bei einem Biss gelangt dies über den Speichel in die Wunde. Die Vergiftung (Intoxikation) geht zumeist lediglich mit zum Teil heftigen lokalen Symptomen einher, etwa Schwellung und Schmerzen im gebissenen Glied sowie eine Verfärbung. Die Symptome können einige Tage anhalten.

## Lebensweise
Ravergiers Zornnatter ist eine am Tage aktive Schlange, die vor allem morgens und am Nachmittag beim Sonnenbaden beobachtet werden kann. Dabei hält sie sich in der Nähe von Versteckmöglichkeiten, die von Steinhaufen und Büschen dargestellt werden können, auf. Sie ist eine gute Kletterin und kann sich auch auf dem Boden äußerst schnell fortbewegen. Ihr Heil sucht Ravergiers Zornnatter in erster Linie in der Flucht. Wird sie aber in die Enge getrieben oder bedroht, legt sie ein interessantes und aggressives Verteidigungsverhalten an den Tag. Sie flacht den Kopf ab und gibt deutlich hörbare Zischlaute von sich. Kommt man ihr dann zu nahe, verteidigt sie sich heftig durch Bisse. Je nach Klima des jeweiligen Lebensraumes hält Ravergiers Zornnatter eine zwei- bis sechsmonatige Winterruhe.

### Ernährung
Ravergiers Zornnatter erbeutet vor allem kleine Nagetiere, Echsen und kleine Vögel, insbesondere Jungvögel. Auch Schnecken und Regenwürmer werden von ihr gefressen. Wehrhafte Beute erdrosselt Ravergiers Zornnatter vor dem Verschlingen, kleinere schluckt sie lebend. Wie bei allen Schlangen wird das Beutetier in einem Stück hinabgewürgt.

### Fortpflanzung
Die Paarungszeit ist witterungsabhängig und findet zwischen März und Mai statt. Die Eiablage erfolgt im Juni/Juli. Eine weibliche Ravergiers Zornnatter legt in das Erdreich und unter Steinen verborgen etwa 5 bis 18 Eier ab. Sie sind zwischen 28 und 45 mm lang und 15 bis 24 mm breit. Im September erfolgt dann der Schlupf der Jungschlangen.

## Vorkommen
Ravergiers Zornnatter ist vom Osten der Türkei bis nach Zentralasien verbreitet. Sie bewohnt in erster Linie trockenere Gebiete wie Halbwüsten und Steppen sowie buschreiche und sonnige Berghänge in südlich exponierter Lage. Des Weiteren zählen zu den besiedelten Habitaten steinige Flusstäler. Als Kulturfolger ist die Art nicht zu betrachten, auch wenn sie gelegentlich in der Nähe menschlicher Siedlungen angetroffen wird. Im Gebirge ist Ravergiers Zornnatter in der Türkei in Höhen bis etwa 2300 m., in Zentralasien bis 3300 m über NN aufzufinden. Über den aktuellen Gesamtbestand und potentielle Gefährdung ist nicht viel bekannt, Populationsstudien wären sinnvoll.